# Ait Sedrate Sahl Charkia
Ait Sedrate Sahl Charkia  (in arabo أيت سدرات السهل الشرقية‎?) è un centro abitato e comune rurale del Marocco situato nella provincia di Tinghir, regione di Drâa-Tafilalet. Conta una popolazione di 15 349 abitanti (censimento 2014).